# 异穗楔颖草
异穗楔颖草（学名：Apocopis heterogamus），为禾本科楔颖草属下的一个植物种。